# APM 08279+5255

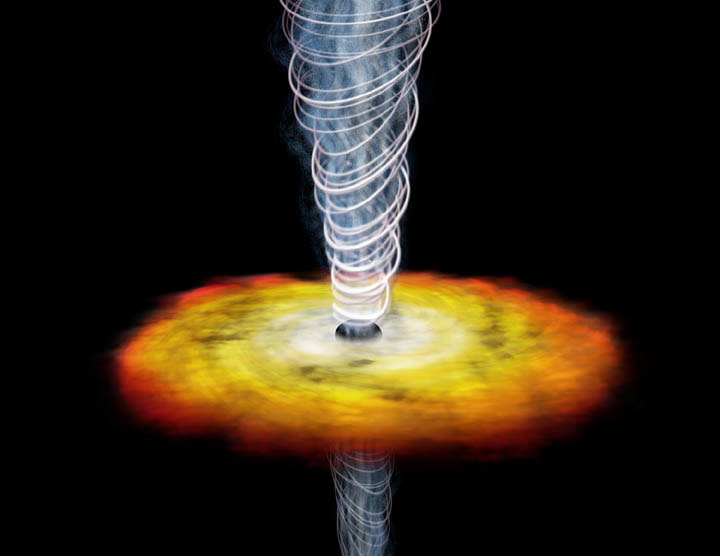
Künstlerische Darstellung eines Quasars

APM 08279+5255 ist ein 12 Mrd. Lichtjahre entfernter Quasar bei z = 3,9 im Sternbild Luchs (Lynx) und ein ungewöhnliches Beispiel einer Gravitationslinse. Seine scheinbare Helligkeit beträgt 15,2 mag, womit die Leuchtkraft des Systems auf etwa 5 · 1015 L☉ geschätzt werden kann.

## Besondere Eigenschaften

### Masse
Die Gesamtmasse beträgt 130 Milliarden Sonnenmassen. Mit 23 Milliarden Sonnenmassen enthält der Quasar eines der massereichsten bekannten Schwarzen Löcher. Dies entspricht der mehr als 5000-fachen Masse des Schwarzen Loches unserer Milchstraße (Sagittarius A*) im Galaktischen Zentrum.

### Gravitationslinse
Beobachtungen des Hubble-Weltraumteleskops zeigen drei eigenständige Objekte, die APM 08279+5255 ausmachten. Genaue Untersuchungen belegten, dass diese drei Objekte Abbilder ein und desselben Quasars sind. Dies ist ungewöhnlich, da Abbildungen von Gravitationslinsen in der Regel (Odd-Number-Theorem) keine ungeraden Zahlen hervorbringen, sondern eine geradzahlige Vervielfachung des Ursprungsbildes (etwa doppelte oder vierfache Abbildung des Objektes).

### Wasser
Eine weitere Besonderheit des Quasars ist, dass er von einer großen Menge Wasserdampf umgeben ist, die das Objekt umkreist und letztendlich in dieses hineinstürzen wird. Die beobachtete Menge Wasser entspricht etwa dem 140-Billionenfachen der Menge allen Wassers, das sich auf der Erde befindet.